# 丘古什山
43°48′05″N 40°12′09″E / 43.80139°N 40.20250°E

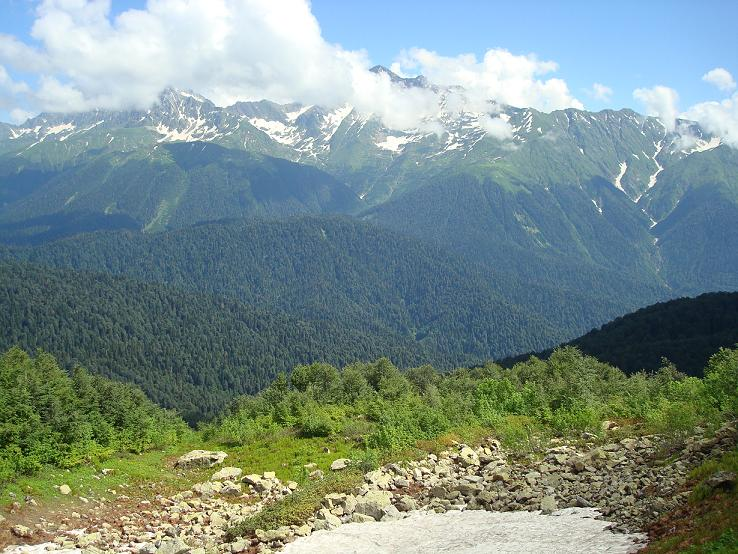

丘古什山（俄语：Чугуш），是俄羅斯的山峰，位於該國西南部阿迪格共和國，處於西高加索的地區，海拔高度3,238米，山體由片麻岩和花崗岩組成。